# Retábulo de São Marcos (Botticelli)
O Retábulo de São Marcos (ou Coroação da Virgem com os Santos João Evangelista, Agostinho, Jerônimo e Eligio) é uma pintura de têmpera sobre painel (378x258 cm) de Sandro Botticelli, feita entre 1488 e 1490 e preservada na Galeria Uffizi, em Florença.